# Sunrise Izumo
Le Sunrise Izumo (サンライズ出雲) est un train express de nuit reliant Tokyo à Izumo au Japon et exploité par les compagnies JR West, JR Central et JR East.

## Résumé
Le Sunrise Izumo est entré en service le 10 juillet 1998 en même temps que le Sunrise Seto. Il effectue une liaison aller-retour journalière entre Tokyo et Izumo dans la préfecture de Shimane. Le Sunrise Izumo et le Sunrise Seto circulent ensemble entre Tokyo et Okayama. Une fois arrivés à Okayama, ils sont découplés et effectuent chacun leur propre liaison. Le Sunrise Izumo bifurque en direction du nord-ouest vers Izumo tandis que le Sunrise Seto continue vers Takamatsu. L'origine du nom du train vient du nom de l'ancienne province d'Izumo qui correspond à peu près à la région est de l'actuelle préfecture de Shimane. Depuis la fin de l'exploitation des trains de nuit Cassiopeia et Hamanasu, les 22 mars et 23 mars 2016, le Sunrise Izumo est avec le Sunrise Seto le dernier train de nuit en service régulier au Japon.

## Desserte
- （※）Indique les gares non desservies en fonction du sens de marche ou en cas de retards.

| Gares desservies par le Sunrise Izumo |
| ------------------------------------- |
| Tokyo                                 |
| Yokohama                              |
| Atami                                 |
| Numazu                                |
| Fuji                                  |
| Shizuoka                              |
| Hamamatsu（※）                        |
| Osaka（※）                            |
| Sannomiya（※）                        |
| Himeji                                |
| Okayama                               |
| Kurashiki                             |
| Bitchū-Takahashi                      |
| Niimi                                 |
| Yonago                                |
| Yasugi                                |
| Matsue                                |
| Shinji                                |
| Izumoshi                              |

## Matériel
Le train consiste en une rame automotrice à 7 voitures de la série 285. La rame compte 14 voitures lorsque le Sunrise Seto et le Sunrise Izumo sont couplés à Okayama.

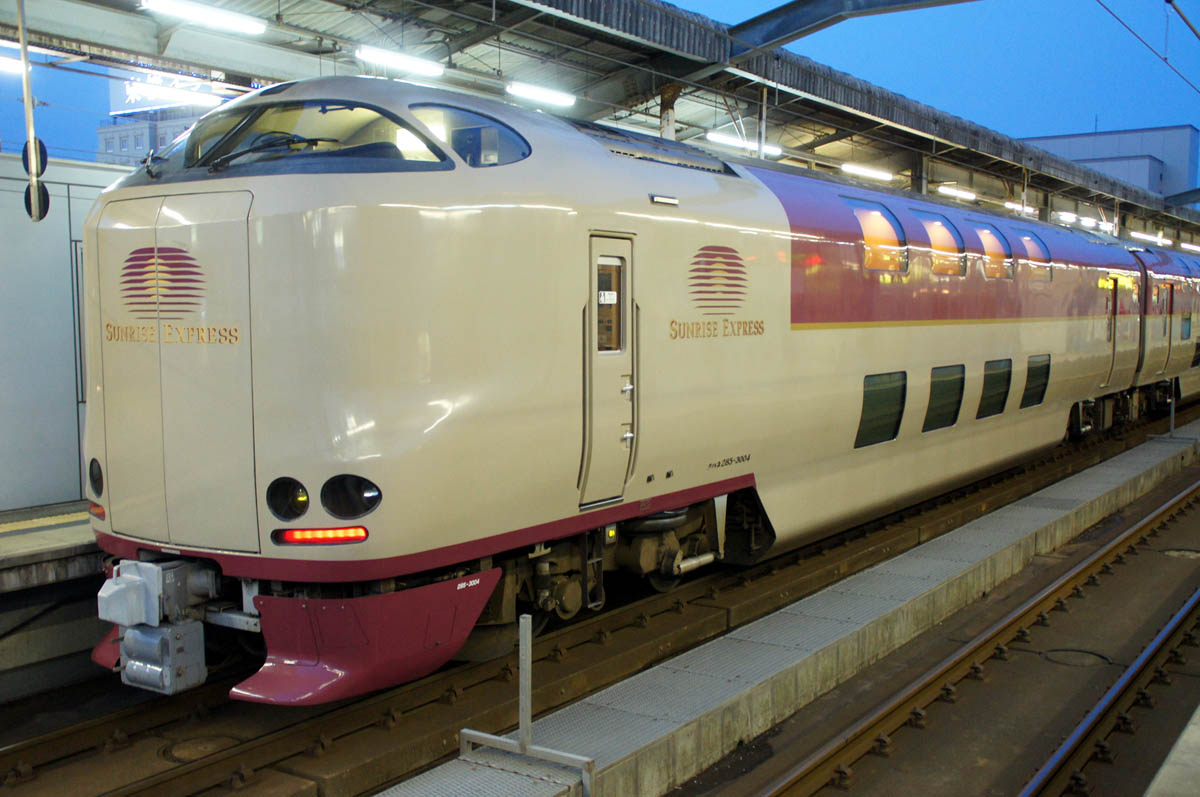
Série 285.

### Intérieur
Les voitures sont équipées de lits, toilettes et douches.

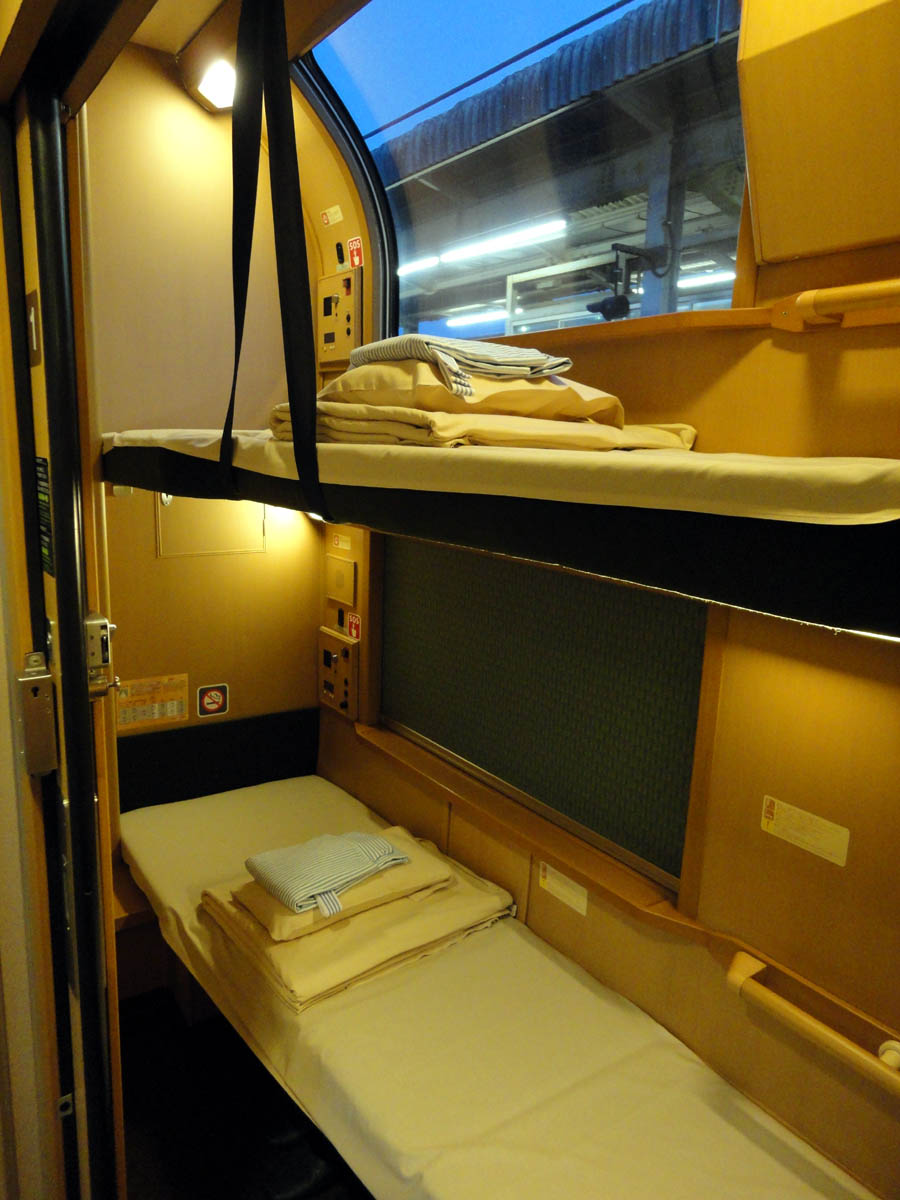
Lits simples jumeaux.
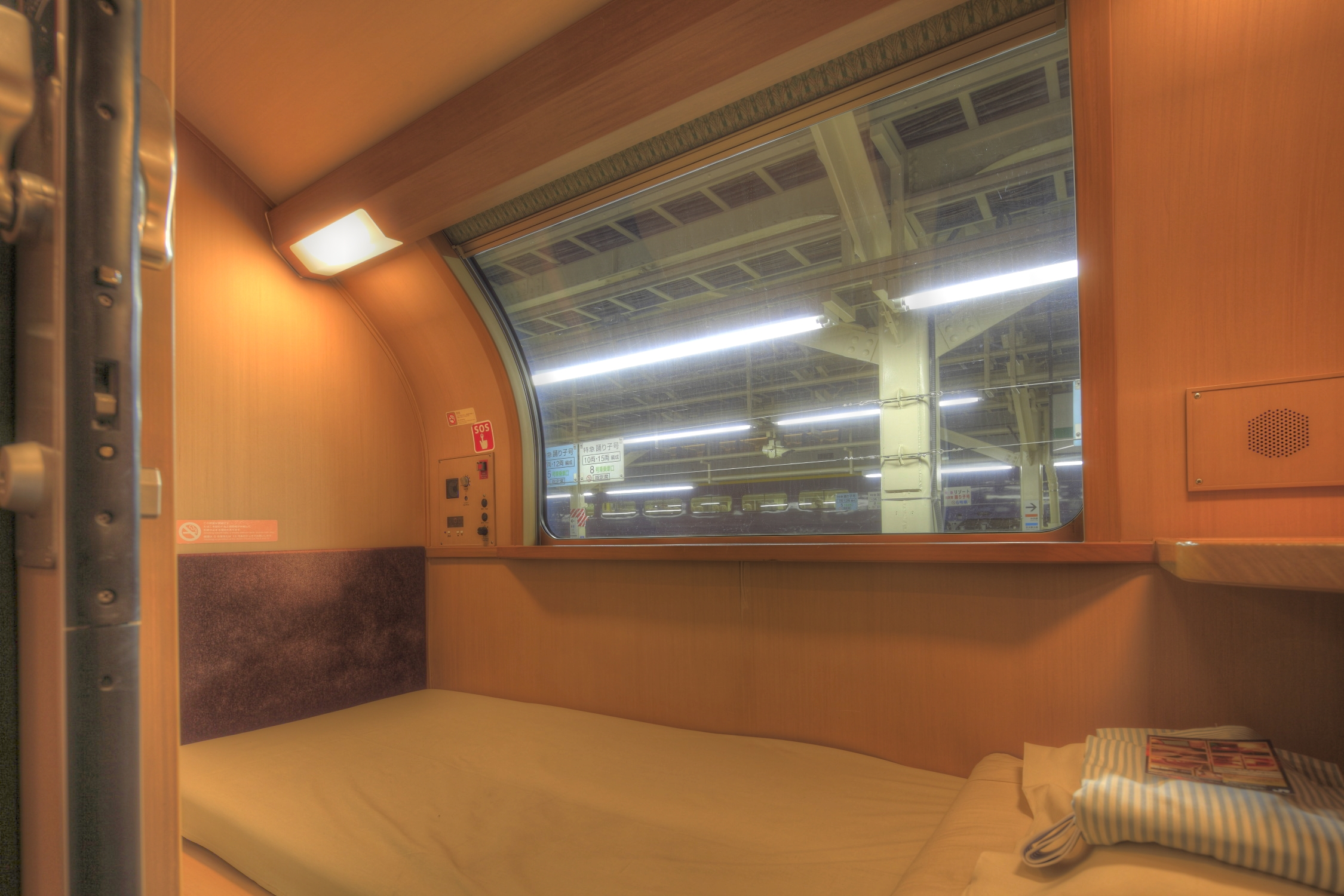
Couchettes simples.
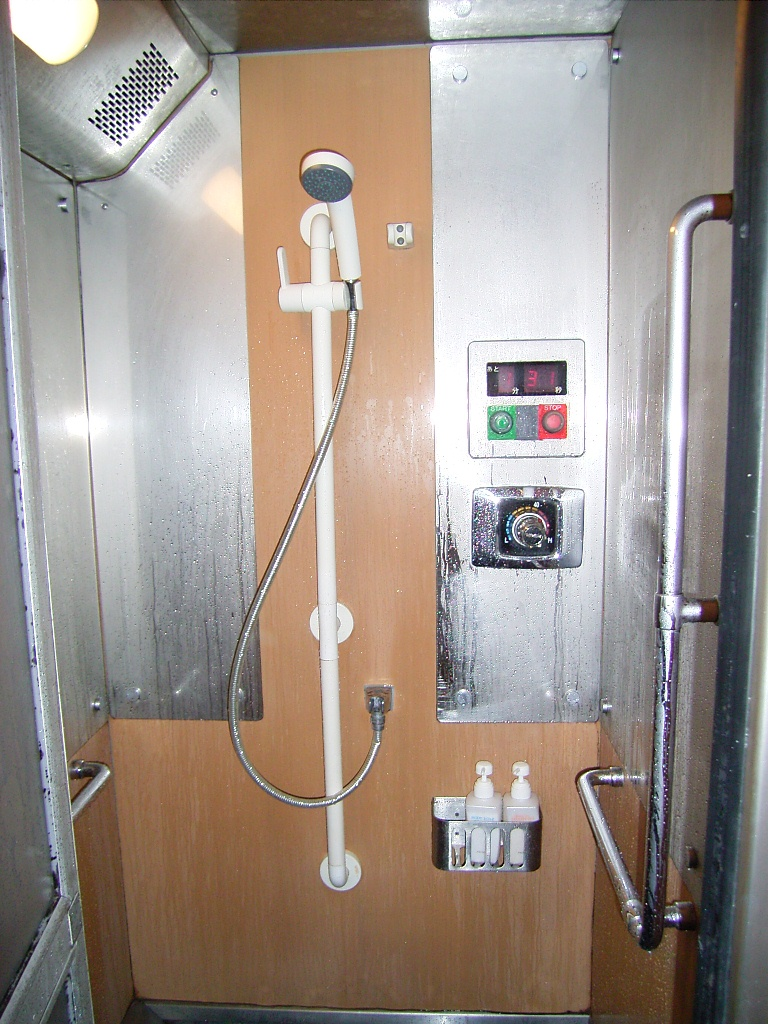
Cabine de douche.